# 硝酸三氧铼
硝酸三氧铼是一种无机化合物，化学式为ReO3NO3。

## 制备
硝酸三氧铼可由氯化三氧铼和五氧化二氮反应得到：
ReO3Cl + N2O5 → ReO3NO3 + NO2Cl
七氧化二铼和五氧化二氮的硝基甲烷饱和溶液反应，也能得到硝酸三氧铼。